# Euaesthetinae
Euaesthetinae (лат.) — подсемейство жуков-стафилинид. Включает 850 видов и 30 родов

## Описание
Мелкого размера жуки (около 2 мм). Голова большая и плоская, глаза мелкие, округлые, расположены у заднего края головы. Усики булавовидные. Переднеспинка небольшая, часто с длинным бороздам в середине.

## Палеонтология
Древнейшие ископаемые представители Euaesthetinae обнаружены в раннемеловом ливанском янтаре. Также представители подсемейства были найдены в бирманском янтаре.

## Распространение
Около 15 родов известны из Южного полушария (Австралия, Новая Зеландия, Южная Африка, юг Южной Америки).
- Euaesthetus bipunctatus Lj. — Западная Палеарктика, в том числе Россия[4].

## Систематика
Всего включает 850 видов и 30 родов.
Согласно Лоуренсу и Ньютону (Lawrence, Newton, 1995), входит в состав Staphylinine-группы семейства Staphylinidae: Oxyporinae, Megalopsidiinae, Steninae, Euaesthetinae, Solieriinae, Leptotyphlinae, Pseudopsinae, Paederinae, Staphylininae.
- Триба Alzadaesthetini Scheerpeltz, 1974
  - Род Alzadaesthetus Kistner, 1961
- Триба Austroesthetini Cameron, 1944
  - Austroesthetus — Chilioesthetus — Kiwiaesthetus — Mesoaesthetus — Nothoesthetus — Tasmanosthetus
- Триба Euaesthetini Thomson, 1859 (=Tamotini)
  - Coiffaitia — Ctenomastax — Edaphus — Euaesthetotyphlus — Euaesthetus — Macroturellus — Neocoiffaitia — Octavius — Phaenoctavius — Protopristus — Schatzmayrina — Tamotus
- Триба Fenderiini Scheerpeltz, 1974
  - Fenderia Hatch, 1957
  - Stictocranius
- Триба Nordenskioldiini Bernhauer & Schubert, 1911
  - Edaphosoma
  - Nordenskioldia Sahlberg, 1880
  - †Libanoeuaesthetus Lefebvre, Vincent, Azar & Nel, 2005
    - †Libanoeuaesthetus pentatarsus Lefebvre, Vincent, Azar & Nel, 2005[7]
- Триба Stenaesthetini Bernhauer & Schubert, 1911
  - Agnosthaetus
  - Gerhardia
  - Stenaesthetus Sharp, 1874
  - Tyrannomastax